# Trnovtsi
Trnovtsi (en macédonien Трновци) est un village du sud-ouest de la Macédoine du Nord, situé dans la municipalité de Mogila. Le village comptait 427 habitants en 2002.

## Démographie
Lors du recensement de 2002, le village comptait :
- Macédoniens : 383
- Albanais : 30
- Turcs : 13
- Autres : 1